# Fabronia splachnoides
Fabronia splachnoides là một loài Rêu trong họ Fabroniaceae. Loài này được (Froel. ex Brid.) Müll. Hal. miêu tả khoa học đầu tiên năm 1850.